# Egbert van Heemskerk II
Egbert van Heemskerk II ou Egbert van Heemskerk le Jeune (1634 ou 1635, Haarlem - 1704, Londres) est un peintre néerlandais du siècle d'or.

## Biographie
Egbert van Heemskerk le Jeune est né en 1634 ou en 1635 à Haarlem aux Pays-Bas.
Il est le fils du peintre Egbert van Heemskerk I (ou Egbert van Heemskerk l'Ancien) auprès duquel il apprend la peinture. Sa peinture est influencée par son père et le peintre Adriaen Brouwer. Il se spécialise dans la peinture de scènes quotidiennes, avec des portraits de personnages issus d'un milieu simple. Il quitte Haarlem en 1670 et s'installe à Londres où il réside jusqu'à la fin de sa vie.
Il meurt en 1704 à Londres.

## Œuvres
- Rustres en train de ripailler[2], Collection royale d’Élisabeth II d'Angleterre, Londres
- Portrait d'un religieux, Legs Charles Gaspar à la Ville d'Arlon, Musée Gaspar (Arlon, BE)